# Malé Dvorníky
Malé Dvorníky (maďarsky Kisudvarnok) jsou obec na Žitném ostrově v okrese Dunajská Streda na Slovensku. V obci převažují občané maďarské národnosti.

## Historie
Archeologové zde v roce 1946 našli několik cenných nálezů z období Keltů a Avarů, část z nich je vystavena v Žitnoostrovském muzeu. Spisy uložené v budapešťském archivu dokládají, že obec byla již v roce 1252 známá jako usedlost dvořanů sloužících na bratislavském hradě. Do roku 1918 bylo území obce součástí Uherska. Na základě první vídeňské arbitráže bylo území obce v letech 1938 až 1945 součástí Maďarska. V letech 1960 až 1990 byly Malé Dvorníky sloučeny s obcí Veľké Dvorníky do obce Dvorníky na Ostrově.